# Christian Nürnberger

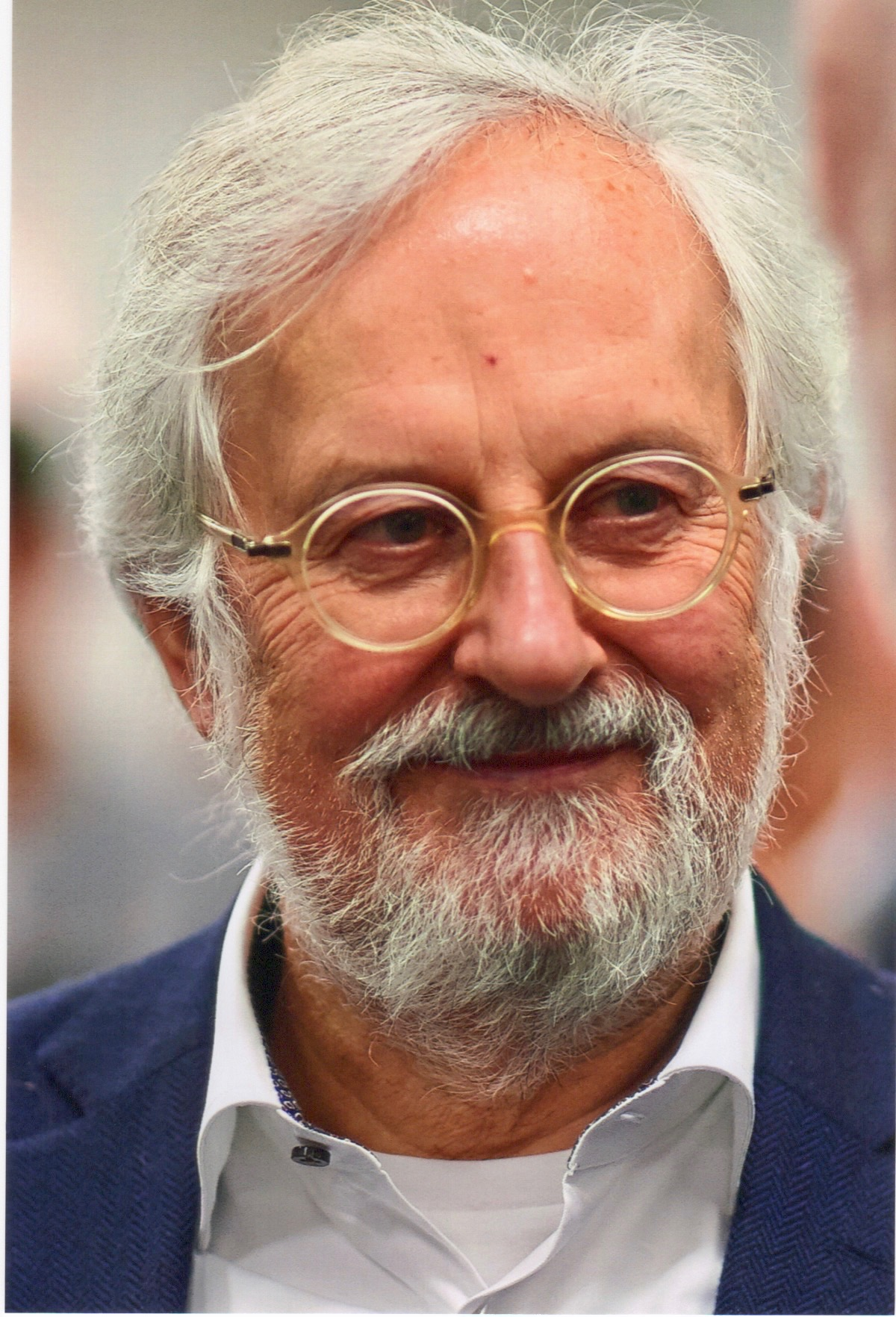
Christian Nürnberger (2019)

Christian Nürnberger (* 1. April 1951 in Lauf an der Pegnitz) ist ein deutscher Publizist.

## Leben
Christian Nürnberger, der aus einer kleinbäuerlichen Familie stammt, schloss eine Lehre als Physiklaborant ab. Er war vier Jahre bei der Bundeswehr (Leutnant der Reserve), studierte vier Semester evangelische Theologie, Philosophie und Pädagogik, absolvierte die Hamburger Henri-Nannen-Schule und begann seine journalistische Praxis als Lokalreporter bei der Frankfurter Rundschau. Später war er Redakteur beim Wirtschaftsmagazin Capital und Textchef bei highTech.
Nürnberger lebt mit seiner Frau, der Fernsehjournalistin Petra Gerster, die er über eine von ihm in der Zeit aufgegebene Heiratsanzeige kennenlernte, und zwei Kindern in Mainz. Seit 1990, nach der Geburt des ersten Kindes, der Journalistin Livia Gerster, ist er als freier Autor – unter anderem für die Süddeutsche Zeitung und Die Zeit – und als Publizist tätig. In der Fernsehsendung Menschen bei Maischberger sagte er selbstironisch, dass er ein Jahr lang das „ganze Programm als Hausmann – Kochen, Putzen, Waschen, Bügeln, Einkaufen, Windelnwechseln – erledigt“ habe, dabei um zehn Jahre gealtert sei und graue Haare bekommen habe. Seine politischen Ansichten fußten auf einem sozialdemokratisch-christlichen Fundament, weshalb er zu einem Verfechter jeglicher Emanzipationsbestrebungen insbesondere der Frauen geworden sei.
Für Mutige Menschen: Widerstand im Dritten Reich wurde Nürnberger mit dem Deutschen Jugendliteraturpreis 2010 ausgezeichnet. In der Begründung der Jury hieß es, Nürnberger gelinge es, „durch einen gekonnt schlichten, fast schon mündlichen Erzählduktus, eine Spannung aufzubauen, die vom ersten bis zum letzten Satz zu fesseln vermag“. Hervorgehoben wurde auch „die herausragende literarische Qualität der biografischen Erzählung“.
Die verkaufte Demokratie. Wie unser Land dem Geld geopfert wird, eine Publikation Nürnbergers aus dem Jahr 2015, vertritt die These, dass die Demokratie in Deutschland durch den totalen Markt ersetzt wurde. Er entwickelt ein Konzept der Bürgerdemokratie: „Es gibt Hoffnung, die Gegenmacht ist längst am Entstehen, und es fehlt jetzt nur noch das Bewusstsein dafür, dass diese Millionen Menschen auf der Welt, die da verstreut vor sich hinarbeiten, zusammen gehören und das Potential in sich tragen, zur großen Gegenmacht zu werden.“
Für Der rebellische Mönch, die entlaufene Nonne und der größte Bestseller aller Zeiten, Martin Luther ging der Emys-Sachbuchpreis im Januar 2017 an den Gabriel Verlag. Die Jury bezeichnete das Buch als „beeindruckende, unterhaltsame und lehrreiche Lektüre zu Luther und seiner Zeit, die aus der Vielzahl der zum Jubiläumsjahr schon erschienenen Titel heraussticht und keinen Moment lang mit dem erhobenen Zeigefinger argumentiert“.

## Gastspiel in der Politik
Im November 2012 wurde Christian Nürnberger in seiner Heimat als Bundestagskandidat der SPD für den Wahlkreis Roth und Nürnberger Land nominiert. Mit dem ihm von der Partei zugewiesenen Listenplatz 33 war jedoch ein Einzug in den Bundestag von vornherein ausgeschlossen, denn die Direktmandate gehen in Bayern praktisch ausschließlich an die CSU. Dennoch zog Nürnberger seinen Wahlkampf entschlossen ein Jahr lang durch und erzielte dann mit 46.200 Stimmen das fünftbeste Ergebnis unter Bayerns SPD-Kandidaten. Diesen einjährigen Ausflug in die Politik bezeichnet Nürnberger als sein „freiwilliges soziales Jahr“.

## Werke
Bücher
- My first lady. Liebe per Inserat und die Folgen. Fischer-Taschenbuch-Verlag, Frankfurt am Main 1993, ISBN 3-596-10474-2. (Neuauflage unter dem Titel Zum Glück gibt’s Anzeigen. Wie ich die Frau fürs Leben fand. Rowohlt Taschenbuch Verlag, Reinbek bei Hamburg 2002, ISBN 3-499-61348-4)
- Die Machtwirtschaft. Ist die Demokratie noch zu retten? Dt. Taschenbuch-Verlag, München 1999, ISBN 3-423-24162-4.
- Kirche, wo bist du? Dt. Taschenbuch-Verlag, München 2000, ISBN 3-423-24232-9.
- mit Petra Gerster: Der Erziehungsnotstand. Wie wir die Zukunft unserer Kinder retten. Rowohlt, Berlin 2002, ISBN 3-87134-433-8.
- mit Petra Gerster: Stark für das Leben. Wege aus dem Erziehungsnotstand. Rowohlt, Berlin 2003, ISBN 3-87134-464-8.
- Frauen – Warum wir sie trotzdem lieben. Rowohlt, Berlin 2004, ISBN 3-87134-465-6. (Neuauflage unter dem Titel Wenn Männer schwanger würden. Ein Friedensangebot. Rowohlt, Berlin 2007, ISBN 978-3-499-61498-9)
- Die Bibel – Was man wirklich wissen muss. Rowohlt, Berlin 2005, ISBN 3-87134-534-2.
- Jesus für Zweifler. Gütersloher Verlagshaus, Gütersloh 2007, ISBN 978-3-579-06967-8.
- Das Christentum. Was man wirklich wissen muss. Rowohlt, Berlin 2007, ISBN 978-3-87134-570-8.
- Mutige Menschen: Für Frieden, Freiheit und Menschenrechte. Thienemann/Gabriel, Stuttgart 2008, ISBN 978-3-522-30158-9.
- Mutige Menschen: Widerstand im Dritten Reich. Thienemann/Gabriel, Stuttgart 2009, ISBN 978-3-522-30166-4.
- mit Christoph Lohfert: Ist der Patient egal? Fotografien aus dem medizinischen Apparat von Christoph Lohfert. edel:momenti, Hamburg 2009, ISBN 978-3-941378-35-3.
- mit Petra Gerster: Charakter. Worauf es bei Bildung wirklich ankommt. Rowohlt, Berlin 2010, ISBN 978-3-87134-679-8.
- Die verkaufte Demokratie. Wie unser Land dem Geld geopfert wird. Ludwig, München 2015, ISBN 978-3-453-28070-0.
- mit Petra Gerster: Der rebellische Mönch, die entlaufene Nonne und der größte Bestseller aller Zeiten, Martin Luther. Thienemann/Gabriel, Stuttgart 2016
- mit Petra Gerster: Die Meinungsmaschine. Wie Informationen gemacht werden – und wem wir noch glauben können. Randomhouse, München 2017
- mit Stephan Kaußen: Nelson Mandela. Gabriel Verlag, Stuttgart 2018, ISBN 978-3-522-30500-6.
- mit Petra Gerster (Hrsg.): Es geschehen noch Zeichen und Wunder. Die fünfzig schönsten Redewendungen der Bibel. Deutsche Bibelgesellschaft, Leipzig 2019, ISBN 978-3-438-06289-5.
- Keine Bibel. Gabriel Verlag, Stuttgart 2020, ISBN 978-3-522-30541-9.
- mit Petra Gerster: Vermintes Gelände – Wie der Krieg um Wörter unsere Gesellschaft verändert. Die Folgen der Identitätspolitik. Heyne Verlag, München 2021, ISBN 978-3-453-60610-4.
- Mutige Menschen: Für Frieden, Freiheit und Menschenrechte. aktualisierte Neuauflage, Thienemann-Esslinger, Stuttgart 2023, ISBN 978-3-522-63076-4.

Tonträger
- Falk Rockstroh liest Christian Nürnberger, Die Bibel. Was man wirklich wissen muss. Regie: Heike Tauch. – Autorisierte Lesefassung. Argon-Verlag, Berlin 2006, ISBN 3-86610-087-6. (Argon-Hörbuch, 6 CDs + Booklet)
- Die Söhne Mannheims lesen Christian Nürnberger, Mutige Menschen: Für Frieden, Freiheit und Menschenrechte. Lübbe Audio, 2009, ISBN 978-3-7857-4019-4. (4 CDs)
- Vermintes Gelände – Wie der Krieg um Wörter unsere Gesellschaft verändert gesprochen von Beate Himmelstoß, cc-live, München 2022, ISBN 978-3-95616-499-6. (6 CDs + Booklet)